# Pfaffenheim
Pfaffenheim település Franciaországban, Haut-Rhin megyében. Lakosainak száma 1349 fő (2022. január 1.). Pfaffenheim Rouffach, Westhalten, Osenbach, Soultzmatt, Soultzbach-les-Bains, Gueberschwihr és Hattstatt községekkel határos.

## Népesség
A település népességének változása:
| Lakosok száma | 1355 | 1428 | 1463 | 1457 | 1421 | 1386 | 1350 | 1348 | 1349 |
|               | 2013 | 2015 | 2016 | 2017 | 2018 | 2019 | 2020 | 2021 | 2022 |